# Sommer-Paralympics 1984/Goalball
Bei den Sommer-Paralympics 1984 wurden zwei Goalballturniere in New York ausgetragen.

## Männer
| Platz | Land |
| ----- | ---- |
| 1     | USA  |
| 2     | EGY  |
| 3     | YUG  |

## Frauen
| Platz | Land |
| ----- | ---- |
| 1     | USA  |
| 2     | CAN  |
| 3     | DEN  |